# 阿塔拉 (阿拉巴马州)
阿塔拉（英文：Attalla），是美国阿拉巴马州下属的一座城市。面积约为6.98平方英里（约合18.08平方公里）。根据2010年美国人口普查，该市有人口6,048人，人口密度为866.48/平方英里（约合334.51/平方公里）。